# Mirko Cvetković
Mirko Cvetković, cyr. Мирко Цветковић (ur. 16 sierpnia 1950 w Zaječarze) – serbski ekonomista i polityk. Minister finansów w latach 2007–2008 oraz 2011–2012. Premier Serbii od 7 lipca 2008 do 28 lipca 2012.

## Życiorys
Mirko Cvetković ukończył ekonomię na Uniwersytecie Belgradzkim, gdzie uzyskał również magisterium i doktorat. Po studiach przez 10 lat pracował w Instytucie Górnictwa, a przez kolejne 6 lat w Instytucie Ekonomicznym. Następnie przez 7 lat był zatrudniony jako doradca w firmie konsultingowej CES MECON. W latach 80. był konsultantem Banku Światowego w ramach programów w Pakistanie, Indiach i Turcji. Pracował także dla UNDP w Somalii.
Od 1998 do 2001 był doradcą ds. ekonomicznych w instytucie górnictwa. W styczniu 2001 objął stanowisko wiceministra gospodarki i prywatyzacji. W latach 2003–2004 pełnił funkcję dyrektora agencji ds. prywatyzacji. 15 maja 2007 objął urząd ministra finansów w drugim rządzie premiera Vojislava Koštunicy, który sprawował do 7 lipca 2008.
W następstwie przedterminowych wyborów parlamentarnych 27 czerwca 2008 prezydent Boris Tadić desygnował go na stanowisko premiera. Jego gabinet został zatwierdzony przez Zgromadzenie Narodowe 7 lipca 2008. W głosowaniu poparło go 127 ze 164 deputowanych, obecnych na posiedzeniu 250-osobowego parlamentu. Rząd Mirka Cvetkovicia utworzyła koalicja Partii Demokratycznej i partii G17 Plus, Socjalistyczna Partia Serbii, Partia Zjednoczonych Emerytów Serbii, ugrupowania mniejszości narodowych.
Premier tuż po objęciu urzędu zapowiedział podejmowanie działań na rzecz dalszej integracji z Unią Europejską. Zobowiązał się do przedłożenia do ratyfikacji Porozumienia o Stabilizacji i Stowarzyszeniu z UE, a także do doprowadzenia do spełnienia przez Serbię warunków akcesyjnych. Jednocześnie w zdecydowany sposób sprzeciwił się uznaniu przez Serbię niepodległości Kosowa. Zgodnie z zapowiedziami Serbia w 2009 wystąpiła z wnioskiem o członkostwo w Unii Europejskiej, a w marcu 2012 uzyskała status oficjalnego kandydata.
14 marca 2011 Mirko Cvetković przejął dodatkowo funkcję ministra finansów. Urząd premiera zajmował do 27 lipca 2012, kiedy po przegranych przez Partię Demokratyczną wyborach parlamentarnych w 2012 stanowisko to objął dotychczasowy wicepremier Ivica Dačić. W tych samych wyborach Mirko Cvetković z ramienia Partii Demokratycznej uzyskał mandat posła do Skupsztiny, złożył go jednak po kilku miesiącach na żądanie nowego lidera demokratów.

## Życie prywatne
Mirko Cvetković jest żonaty, ma dwoje dzieci.